# Scambus albipes
Scambus albipes är en stekelart som först beskrevs av Cresson 1874.  Scambus albipes ingår i släktet Scambus och familjen brokparasitsteklar. Inga underarter finns listade i Catalogue of Life.